# 今治湯ノ浦ハイツ
今治湯ノ浦ハイツ（いまばりゆのうらハイツ）は、愛媛県今治市湯ノ浦にかって存在した公共の宿である。今治市の第3セクターである今治市勤労福祉事業団が運営を行っていた。

## 概要
1977年に当時の労働省所管の愛媛勤労総合福祉センターとして開館し、2002年に今治市に譲渡された。
宿泊などの利用客数はしまなみ海道が開通した1999年度の9万3,281人をピークに減少し、2018年度は約3万9,421人に減少。2014年度には建物の耐震性不足が判明し、対策工事と老朽設備の更新に計約5億6500万円を要することなどから市は公費支出を断念。2019年12月末に閉館となった。
今治市の湯ノ浦にあり、周辺には湯ノ浦温泉、桜井総合公園などの観光施設も所在する。

## 建物
- 地下1階 大浴場
- 1階 フロント･レストラン･会議室･研修室
- 2階 多目的ホール･宴会場・客室
- 3階 客室

## 周辺
- 湯ノ浦温泉
- 桜井総合公園
- クアハウス今治

## アクセス
- 今治小松自動車道今治湯ノ浦IC
- 予讃線伊予桜井駅より徒歩約30分または車で5分
- 今治桟橋・予讃線今治駅より路線バスでそれぞれ36分・31分